# Фаррахов, Юсуп Тимербаевич
 Юсуп Тимербаевич Фаррахов (20 апреля 1935, Имангулово, Башкирская АССР — 31 января 2001, дер. Имангулово, Туймазинский район, Башкортостан) — лесник, Лауреат Государственной премии СССР (1983).

## Биография
Фаррахов Юсуп Тимербаевич родился 20 апреля 1935 года в деревне Имангулово Туймазинского района БАССР. Его отец и дед работали лесниками.
Юсуп рано стал сиротой. В 9 лет он уже выполнял мужскую работу: на быках пахал колхозные поля, пас лошадей и коров.
Учился в селе Верхние-Бишинды (сейчас Верхние Бишинды) за 12 километров от дома. Окончить школу не смог, так как, на его плечах были ещё трое детей.
Юношей Юсуп работал на заготовке леса. Затем был призван в Советскую Армию. Служил в Москве в спортивной роте «Лужники» 3 года и 7 месяцев.
После армии продолжил образование. В 1962 году был направлен в Николо-Березовскую школу мастеров лесного хозяйства. Для учебы в переполненном классе Юсуп сам сделал себе парту. Преподавание в школе велось квалифицированными профессорами, репрессированными в 1937 годах и сосланными в Николо-Березовку из Ленинградской академии.
По окончании школы работал лесником в Бишиндинском лесничестве Туймазинского опытно-показательного лесхоза, затем техником-объездчиком, с 1977 года мастером леса, обслуживая 15 тысяч га. леса.
В 1969 году, в связи с необходимостью огромного количества саженцев для защитного лесоразведения в западных районах республики, было необходимо создать крупный базисный лесной питомник. Создание нового питомника было доверено Юсупу Тимербаевичу.
Фаррахом Юсупом Тимербаевич был создан лесопитомник площадью 52 га, с искусственным орошением, где ежегодно выращивалось 9,5 млн шт. сеянцев и саженцев более 40 древесно-кустарниковых пород.
Для выращивания деревьев, им были разработаны технологии их предзимнего посева для хвойных пород деревьев, способы выращивания сеянцев берёзы, сбора и высева семян, усовершенствована шишкосушилка конструкции В. Г. Каппера. Питомник обеспечивал посадочным материалом весь западный регион Башкортостана.
Юсупом Тимербаевич делился своими знаниями о лесе. Перенимать опыт лесничего приезжали коллеги из США, Канада, Кореи. В июле 1974 года на базе Туймазинского опытно-производственного лесхоза проводился Всесоюзный семинар работников лесного хозяйства СССР. В нём приняло участие 600 человек со всех союзных республик, а также управления лесного хозяйства.

## Общественная деятельность
Двадцать лет Фаррахов Ю. Т. служил депутатом Бишиндинского сельсовета.

## Семья
Из потомственных лесоводов. Его отец и дед работали лесниками, его сын Рафаил продолжает традицию, в 2010 году ему присвоено почетное звание «Рыцарь леса». Супруга работала бригадиром лесокультурных рабочих бишиндинского питомника
Дед — Фаррахов Фаррах Галиуллович, отец — Фаррахов Тимербай Фаррахович, брат Мирсаф,
жена Фэнуза Шахразиевна, сын Рафаил, внук Тагир.

## Награды и звания
- Государственная премия СССР (1983) — «за выдающиеся достижения в труде, большой личный вклад в повышение эффективности использования лесных ресурсов».
- Орден Трудового Красного Знамени (1986).

## Память
- Перед въездом в лесной питомник Бишиндинского лесничества установлен памятник Фаррахову Ю. Т.
- Улица в деревне Имангулово, где он жил, носит имя Фаррахова Ю. Т.